# Indianapolis Tennis Championships 1997
L'Indianapolis Tennis Championships 1997 è stato un torneo di tennis giocato sul cemento. È stata la 10ª edizione dell'Indianapolis Tennis Championships (conosciuto quest'anno anche come RCA Championships per motivi di sponsorizzazione), che fa parte della categoria Championship Series nell'ambito dell'ATP Tour 1997. Si è giocato all'Indianapolis Tennis Center di Indianapolis negli Stati Uniti, dall'11 al 17 agosto 1997.

## Campioni

### Singolare
Jonas Björkman ha battuto in finale  Carlos Moyá con il punteggio di 6–3, 7–6

### Doppio
Michael Tebbutt /  Mikael Tillström hanno battuto in finale  Jonas Björkman /  Nicklas Kulti con il punteggio di 7–6, 7–5